# يوسف أبو رية
يوسف محمد شحاتة أبو رية (2 يناير 1954م-12 يناير 2009)م، روائي مصري
ولد يوسف محمد شحاتة أبو رية في الثاني من يناير كانون الثاني 1954م بمركز ههيا محافظة الشرقية وتخرج في قسم الصحافة بكلية الاعلام بجامعة القاهرة عام 1977 وعمل بالصحافة ثم تفرغ في السنوات الأخيرة للكتابة وصار من بين أبرز مبدعي الرواية في مصر. أبو رية أبرز كتاب جيل السبعينيات وأغزرهم إنتاجا حيث صدر له خلال أكثر من 20 عاما مجموعات قصصية منها: الضحى العالي، عكس الريح، وش الفجر، ترنيمة للدار، وروايات منها: عطش الصبار، تل الهوى، الجزيرة البيضاء.
فاز بجائزة نجيب محفوظ للابداع الروائي من الجامعة الأمريكية بالقاهرة عام 2005 عن رواية ليلة عرس التي ترجمت إلى الإنجليزية. منحته جامعة المنيا في صعيد مصر درعها عام 2003 في احتفالية عنوانها: العالم الروائي ليوسف أبو رية. شارك فيها روائيون ونقاد تناولوا عالمه الإبداعي الذي شمل الرواية والقصة القصيرة وقصص الأطفال.
كان أبو رية الذي شيع جثمانه في بلدة ههيا بمحافظة الشرقية شمالي القاهرة أصيب بسرطان الكبد قبل أشهر وأوصى الأطباء بزرع فص من كبد يتبرع به اخر لكن الموت كان أسبق من إجراء الجراحة.

## مؤلفاته
روايات:
- ليلة عرس، مكتبة الأسرة، الهيئة المصرية العامة للكتاب، القاهرة، 2008.
- صمت الطواحين، دار العين للنشر، القاهرة، 2008.
- عطش الصبار، الهيئة المصرية العامة للكتاب، القاهرة، 1999.
- الجزيرة البيضاء
- تل الهوى، الهيئة المصرية العامة للكتاب، القاهرة، 2004.
- عاشق الحي، دار الهلال-روايات الهلال، القاهرة، 2007.
- ليالي البانجو، دار الشروق، القاهرة، 2010.

مجموعات قصصية:
- الضحى العالمي
- طلل النار
- شتاء العري، ميريت للنشر والمعلومات، القاهرة، 2003.
- عكس الريح
- ترنيمة الدار

كتب للأطفال:
- خبز الصغار
- أسد السرك
- الأيام الاخيرة للجمل
- طفولة الكلمات
- هكذا تكلمت الأشياء
- الورد جميل
- حقل صغير
- أحلام عنترة
- مغامرات ماركوبولو

## وصلات خارجية
عبد النبي فرج، حوار مع الروائي المصري يوسف أبو رية
1. ↑   https://web.archive.org/web/20240408020548/https://aucpress.com/mahfouz-medal/. مؤرشف من الأصل في 2024-04-08. اطلع عليه بتاريخ 2024-04-08. {{استشهاد ويب}}: |archive-url= بحاجة لعنوان (مساعدة) والوسيط |title= غير موجود أو فارغ (من ويكي بيانات) (مساعدة)
2. ↑  HugeDomains.com - Sharkiaonline.com is for sale (Sharkiaonline) نسخة محفوظة 28 نوفمبر 2020 على موقع واي باك مشين.